# Васкозеро
Васкозеро, Вейшъярви — озеро на территории Кестеньгского сельского поселения Лоухского района Республики Карелии.

## Общие сведения
Площадь озера — 1 км². Располагается на высоте 109,2 метров над уровнем моря.
Форма озера лопастная, продолговатая: оно почти на три с половиной километра вытянуто с северо-запада на юго-восток. Берега каменисто-песчаные, преимущественно возвышенные.
Через озеро течёт река Кулат, вытекающая из озера Большого Северного и впадающая в реку Кулат. Последняя с левого берега впадает в реку Кереть, которая, в свою очередь, впадает в Белое море.
Вдоль южного берега озера проходит железнодорожная ветка Лоухи — Пяозеро.
Код объекта в государственном водном реестре — 02020000711102000002323.